# Ε-己内酯
ε-己内酯或己内酯，是一种七元环内酯，得名于己酸，為無色液體，溶於大多數有機溶劑和水，曾作為己内酰胺前体而大规模生产。

## 生产使用

ε-己内酯开环聚合为聚己内酯

己内酯通过用过氧乙酸对环己酮的拜耳-维立格氧化工业制备。
己内酯用于生产高度专业化聚合物，如开环聚合生成聚己内酯（也称为聚卡普林，缩写PCL），在手术中用作缝合材料。

## 反应性
己内酯虽然不再经济性，但曾经作为己内酰胺前体而生产，在高温下用氨处理可得到内酰胺：
(CH2 )5CO2 + NH3 → (CH2)5C(O)NH + H2O
己内酯羰基化水解后可得庚二酸，其内酯环很容易被亲核试剂如醇和水打开而得到聚内酯，最终得到 6-羟基己二酸。

## 相关化合物
几种其他己内酯包括α-、β-、γ-和δ-己内酯。都是手性的。 (R)-γ-己内酯是一些水果和蔬菜香气部分，也是由谷斑皮蠹所产生的一种信息素。 δ-己内酯存在于加热乳脂中。
一种己内酯醚用作AP/AN/Al火箭推进剂HTCE（Hydroxy-Terminated Caprolactone Ether）粘合剂。

## 安全性
己内酯迅速水解，生成的羟基羧酸表现出毒性，常见于其他羟基羧酸，会引起严重的眼睛刺激，暴露于其中可能导致角膜损伤。 